# Danxia de Chine
Le Danxia de Chine est la désignation employée par l'UNESCO pour plusieurs sites de reliefs Danxia de Chine inscrits au patrimoine mondial.

## Caractéristiques
Le relief Danxia est un type de paysage formé de grès rouges et caractéristiques par des falaises abruptes, formé par des forces endogènes (comme des soulèvements) ou exogènes (météorisation, érosion).
En août 2010, le Danxia de Chine est inscrit sur la liste du patrimoine mondial.

## Sites
Le tableau ci-dessous résume les sites inscrits.
| #        | Site                             | Province  | Coordonnées                        | Superficie (ha) | Image |
| -------- | -------------------------------- | --------- | ---------------------------------- | --------------- | ----- |
| 1335-001 | Chishui - section ouest          | Guizhou   | 28° 22′ 11″ nord, 105° 47′ 39″ est | 10 142          |       |
| 1335-002 | Chishui - section est            | Guizhou   | 28° 25′ 19″ nord, 106° 02′ 33″ est | 17 222          |       |
| 1335-003 | Taining - section nord           | Fujian    | 27° 00′ 37″ nord, 117° 13′ 07″ est | 5 277           |       |
| 1335-004 | Taining - section sud            | Fujian    | 26° 51′ 56″ nord, 117° 02′ 22″ est | 5 810           |       |
| 1335-005 | Monts Lang (zh)                  | Hunan     | 26° 20′ 24″ nord, 110° 46′ 45″ est | 6 600           |       |
| 1335-006 | Monts Danxia                     | Guangdong | 24° 57′ 55″ nord, 113° 42′ 12″ est | 16 800          |       |
| 1335-007 | Mont Longhu - section de Longhu  | Jiangxi   | 28° 04′ 15″ nord, 116° 59′ 05″ est | 16 950          |       |
| 1335-008 | Mont Longhu - section de Guifeng | Jiangxi   | 28° 19′ 03″ nord, 117° 25′ 10″ est | 2 740           |       |
| 1335-009 | Mont Jianglang (zh)              | Zhejiang  | 28° 22′ 11″ nord, 105° 47′ 39″ est | 610             |       |